# Charles Edward Mercer Herbert
Charles Edward Mercer Herbert, britanski general, * 1904, † 1981.